# بري (جبن)
بري، (بعلم الأصوات الكلامية الإنجليزية: (/briː/)، بالفرنسية: (Brie))، نوع من الجبنة التي تصنع من حليب البقر، وسميت تيمنا بموطنها الأصلي «بري»، وهو إقليم تاريخي يقع في شمالي فرنسا، (والتي تقابل تقريباً منطقة سين اي مارن حاليا). تتميز جبنة بري بلونها الشاحب، مع لون رمادي طفيف تحت قشرة أو طبقة خارجية من العفن الأبيض. تؤكل هذه القشرة عادة، وتعتمد نكهتها إلى حد كبير على المكونات المستخدمة وبيئة تصنيعها. وهي مشابهة لجبنة كاميمبير، التي تنتمي بدورها إلى إقليم آخر من أقاليم فرنسا.

## الإنتاج

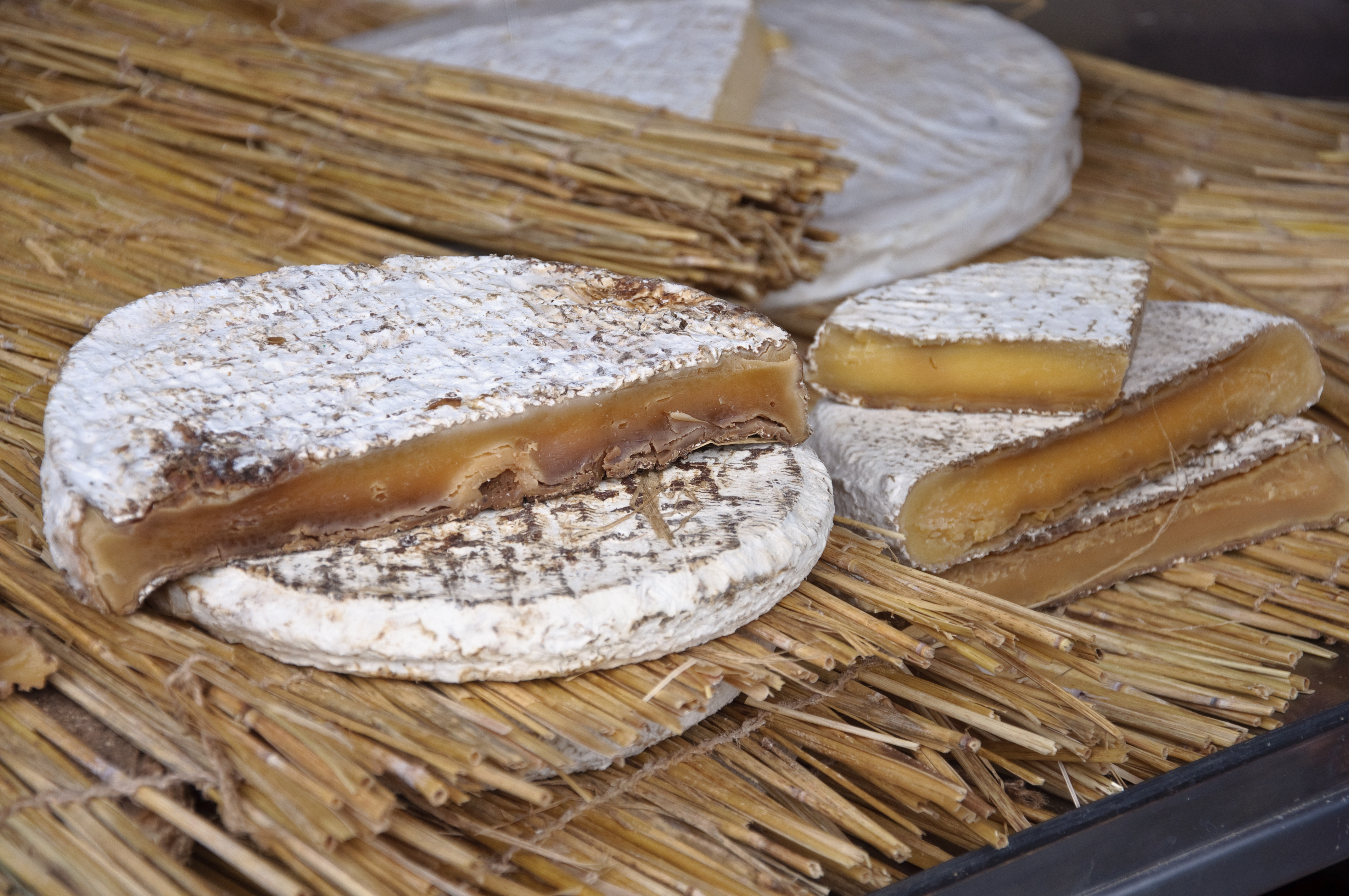
بري نوار (سوداء)

يمكن إنتاج جبنة بري من الحليب الكامل دسم أو نصف دسم. ويتم الحصول على الروائب من خلال إضافة منفحة إلى الحليب الخام وتسخينه إلى درجة حرارة قصوى تبلغ 37 درجة مئوية (99 درجة فهرنهايت). ثم يتم إلقاء الجبن في قوالب، وأحيانا بواسطة مغرفة أو ملعقة مثقوبة ومخرمة تسمى «بال أبري». أما القالب الذي يبلغ طوله 20 سم (8 بوصة) فيُملأ بعدة طبقات رقيقة من الجبن ويُترك ليقوم بالتصفية أو الترشيح لمدة 18 ساعة تقريبا. ثم يتم إخراج الجبن من القوالب، تمليحه، ومن ثم خلطه مع بعض الفطريات والبكتيريا النافعة أمثال (بينيسيلوم كانديدوم، بينيسيلوم كاممبيرتي)، أو (بريفيباكتيريوم لينان)، ويتم تعتيقه في جو معين محكم السيطرة لمدة أربعة أو خمسة أسابيع على الأقل.
إذا ما ترك الجبن لينضج لفترة أطول، وعادةً من عدة أشهر إلى سنة واحدة، يصبح أقوى في النكهة والطعم، والنسيج يصبح أكثر جفافا وقتامة، والقشرة أو الطبقة الخارجية تصبح أيضاً أكثر قتامة وتفتتا وهشاشة، ويطلق عليها بري نوار (أي جبنة بري السوداء).تحتوي جبنة بري المعتقة على كمية زائدة وكريهة من الأمونيا، تنتجها نفس الكائنات الحية الدقيقة اللازمة للنضوج. كما أنه، وفي بعض الأحيان يتم تدخين بعض أنواع جبنة البري.

## الأهمية الغذائية
تحتوي حصة ثلاثين جرامًا من الجبن البري على 101 سعرة حرارية (420 كيلوجول) و8.4 جرامًا من الدهون، منها 5.26 جرامًا من الدهون المشبعة. يعتبر الجبن البري مصدرًا جيدًا للبروتين. يمكن أن توفر حصة من الجبن البري 5 إلى 6 جرام من البروتين. يحتوي الجبن البري على كمية جيدة من فيتامين ب12 وفيتامين ب2.

## الأصناف
في أيامنا هذه، هناك العديد من أنواع جبنة بري التي تصنع في جميع أنحاء العالم، بما في ذلك الأنواع العادية منها، جبنة بري الممزوجة بالأعشاب، وجبنة بري المزدوجة والثلاثية، كما أن هناك أصنافا أخرى تصنع بواسطة أنواع أخرى من الحليب. في الواقع، على الرغم من أن بري هو جبن فرنسي، فمن الممكن الحصول على جبنة بري «سومرسيت وويسكونسن». وعلى الرغم من تنوع أصنافاها، فإن الحكومة الفرنسية لا تعترف رسميا إلا بنوعين من الجبن تباع تحت اسم: «بري دي مو» و«بري دي ميلون».

### بري دي مو
بري دي مو عبارة عن جبنة بري غير مبسترة، حيث يبلغ متوسط وزنها 2.8 كيلوغرام (6.2 رطل) ويبلغ قطرها من 36 إلى 37 سم (14 إلى 15 بوصة). تم تصنيعها في مدينة «مو» في منطقة بري في شمال فرنسا منذ القرن الثامن، وكانت تعرف في الأصل باسم «جبن الملكة»، أو، بعد الثورة الفرنسية، «ملكة الجبن»، وكان يستمتع بتناولها الفلاحون والنبلاء على حد سواء. لقد تم أيضا منحها شهادة التحكم في أصل تسمية المنشأ عام 1980، ويتم إنتاجها في المقام الأول في الجزء الشرقي من الحوض الباريسي.

### بري دي ميلون

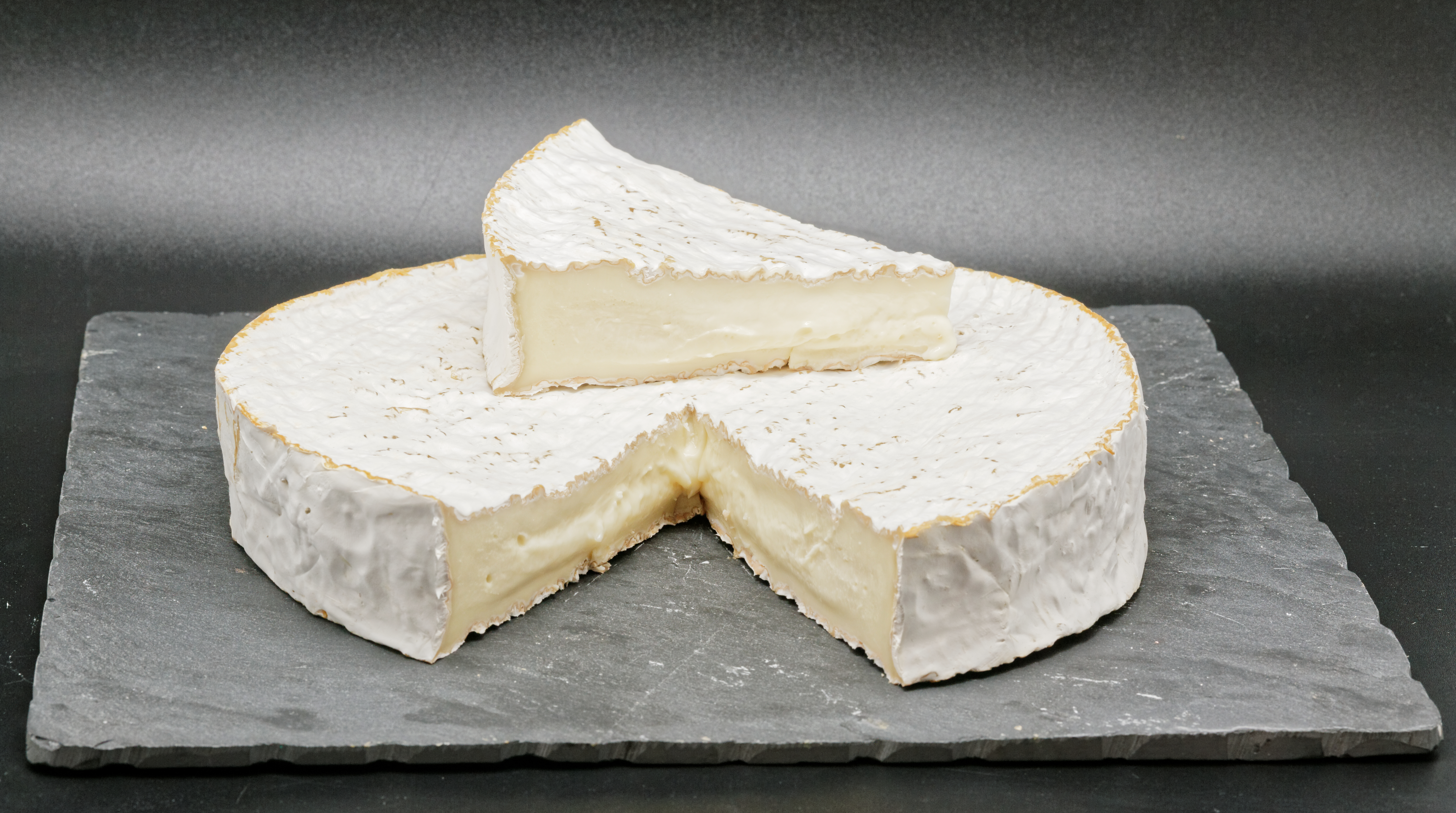
بري دي ميلون

يبلغ متوسط وزن «بري دي ميلون» 1.5 كيلوغرام (3.3 رطل) وقطره 27 سم (11 إنش). ولذلك فهو أصغر من «بري دي مو»، ولكن لديه نكهة أقوى ورائحة أكثر ثخانة. هذه الجبنة مصنوعة من حليب غير مبستر. بري دي ميلون متاحة أيضا في شكل «بري القديمة» أو «بري السوداء». لقد تم أيضا منحها شهادة التحكم في أصل تسمية المنشأ عام 1980.

### أجبان بري الفرنسية التي لم تتحصل على شهادةالتحكم في أصل تسمية المنشأ
القائمة التالية من جبنة بري الفرنسية لم تتحصل على شهادة التحكم في أصل تسمية المنشأ: بريي دي مونتيرو، إيل دو فرانس، بري دي نانجيس، بري دي بروفينس، بري نوير، بري فيرمير، بري دي سيني، بري دي ميلون، بري بيتي مولي، بري لايتير كولميرز.

### أجبان بري العالمية
أستراليا: تنتج شركة ألبان كينغ آيلاند، الواقعة في جزيرة كينغ آيلاند بين فيكتوريا وتسمانيا، مجموعة من الأجبان تُباع على أنها «بري»، كما هو الحال بالنسبة لجبنة جيندي في فيكتوريا وشركة أجبان «هاي فالي مودجي» في مودجي، نيو ساوث ويلز.
المملكة المتحدة: كورنيش بري، سومرست بري، بارون بيغود (صنع في سوفولك)، سينارث بري (صنع في ويلز)، مورانجي بري (صنعت في هايلند، اسكتلندا)، كونيج كلافا بري (صنع في اسكتلندا).
الولايات المتحدة: صنعت شركة مارن للأجبان الفرنسية في كاليفورنيا جبنة غير معتقة منذ عام 1865 توصف بأنها «بري طازج».
قامت شركة «سافينيكا للأجبان» المتركزة بإلينوي بصنع جبن من نوع بري وكاميمبر منذ أوائل عام 1900. ولازالت تنتج جبنة بري إلى اليوم تحت العلامات التجارية: ألوت، أو ديليس دو فرانس، أو جبنو دوروثي الناعمة الفائزة بالجائزة.
البرازيل: يُصنع «بري» البرازيلي في منطقة الألبان الواقعة في المنطقة الجنوبية من ولاية ميناس جيرايس (على الحدود مع ولايتي ساو باولو وريو دي جانيرو)، وجنوب شرق ميناس جيرايس (على الحدود مع ولايتي ريو دي جانيرو وإسبيريتو سانتو).
أيرلندا: تنتج إيرلندا العديد من جبن «بري» مثل ويكلو بان بري، وسانت كيليان بري، وجبنة بري العضوية التي تنتجها شركة الحليب في الجهة.

## التقديم
عادة ما يتم شراء بري إما في شكل عجلة كاملة أو كشرائح. الجزء الأبيض خارج الجبن صالح للأكل تماماً، والكثيرون يأكلونها بأكملها. وإذا كان الجزء الخارجي متينا والجزء الداخلي غير ثابت ومرن قليلا، فإنه بذبك يعتبر مستعدا للتقديم. جبنة بري غير الناضجة قد تكون قاسية الملمس. في هذه الأثناء، في الأثناء، جبنة بري الناضجة أو الجاهزة، تمتاز بكونها «كريمية» وسائلة. يتم تقديم الجبن في بعض الأحيان على شكل ذائب قليلا أو مطهو، في طبق مستدير من السيراميك، ويتم إضافة المكسرات أو الفاكهة، أو كلاهما فوقها.

## التخزين
يعتبر جبن بري، مثل كاممبرير وسيروس، جبنًا طريًا. هذا النوع من الجبن غني جدًا ودسم، على عكس جبنة الشيدر. تسمح هذه الليونة بالنمو السريع للبكتيريا إذا لم يتم تخزين الجبن بشكل صحيح. يوصى بتبريد جبنة بري مباشرة بعد الشراء، وتخزينها في الثلاجة حتى يتم استهلاكها كليا. درجة حرارة التخزين المثلى هي 4 درجات مائوية (39 فهرنايت)، أو أقل. يجب حفظ الجبن في وعاء محكم الغلق أو غلاف بلاستيكي لتجنب ملامسته للرطوبة والبكتيريا التي تتلف الطعام والتي تقلل من العمر الافتراضي للمنتج ونضارته. عادة ما توصي الشركات التي تنتج هذا الجبن بتناوله قبل الموعد الأفضل قبل ذلك وفي موعد لا يتجاوز أسبوع بعد ذلك التاريخ. على الرغم من أنه لا يزال من الممكن استهلاك الجبن في هذا الوقت، فيعتققد أن جودتع تقل بشكل كبير. في حالة ظهور العفن الأزرق أو الأخضر على الجبن، يجب عدم استهلاكه ويجب التخلص منه على الفور لمنع الأمراض التي قد يسببها. لا ينبغي إزالة العفن لمواصلة الاستهلاك، حيث يوجد خطر كبير من انتشار جراثيم العفن بالفعل في جميع أنحاء الجبن بأكمله.

## المقارنة مع جبن كاممبير
كاممبير هو جبن طري أيضا ويصنع كذلك من حليب البقر. لكنه تطور فقط واشتهر في الاونة الأخيرة، وهو مشتق من جبن بري إن صح القول. ومع ذلك، هناك اختلافات بينهما مثل الأصل، وشكل السوق، والحجم، والنكهة. يعود أصل جبنة بري إلى منطقة إيل دو فرانس بينما كاممبير من نورماندي. ومن الناحية التقليدية، كان يتم إنتاج جبنة بري في عجلات ضخمة، يتراوح قطرها بين 23 إلى 37 سم (9 إلى 14.5بوصة)، وبالتالي كان ينضج ببطء أكبر من جبن كاممبير الأصغر حجماً. عندما يتم بيعها، كانت شرائح جبنة بري تُقطع عادة من العجلات الأكبر حجماً (على الرغم من أن بعضجبنة بري تُباع كأسطوانات صغيرة مسطحة)، وبالتالي فإن جوانبها لا تغطيها القشرة. وعلى النقيض من ذلك، يتم تعتيق كاممبير كجبن مستدير صغير يبلغ قطره 10 سم (4 بوصة) بحوالي 3 سم (1.25بوصة)، سميكة ومغطاة بالكامل بالقشرة أو الطبقة الخارجية. هذا التغير في النسبة بين الطبقة الخارجية والعجينة، يجعل كاممبير أقوى قليلا إذا ما قورن بجبنة بري التيتعتق لنفس القدر من الوقت. عندما يتم إزالة القشرة من كاممبير، عادة ما يكون له أقوى بكثير من جبنة بري. من حيث الطعم، لدى كاممبير مذاق أقوى، حامض قليلاً، وأحياناً طعم طباشيري أو مثل طعم التربة. إن نسيج كاممبير أنعم من نسيج جبنة بري، وإذا تم تسخينه، فإن كاممبير يصبح أكثر سيولة، في حين أن جبنو بري تسخن دون أن تفقد نفس القدر من البنية.